# Smallegade
Smallegade er en travl handelsgade i den centrale del af Frederiksberg i København. Gaden går fra krydset med Gammel Kongevej og Allégade ved Frederiksberg Rådhus til Nordre Fasanvej, hvorfra den fortsætter som Peter Bangs Vej. På den anden side af rådhuset ligger den nu smallere Bredegade, der møder Smallegade ved Møstings Hus, en 1700-tals ejendom, der nu huser udstillinger, og som ligger ved en lille sø.

## Historie
Det antages, at Bredegade var hovedgaden i Solbjerg, en landsby beboet af nederlandske bønder indtil 1620'erne, hvor den blev fjernet af kong Christian 4. Smallegade var også en de oprindelige "nederlandske" gade, men mere åben end Bredegade med marker på den nordlige side mellem de spredte bygninger.
Indtil 1600-tallet lå der et teglværk i den fjerne ende af Smallegade. Teglværksgården overlevede indtil 1890, hvor den blev revet ned. På en nabogrund åbnede Nobel en tobaksfabrik i 1860. Otte år senere blev stedet overtaget af fajancefabrikanten Aluminia, der byggede en stor fabrik kort efter at have overtaget Den kongelige Porcelainsfabrik i 1882.
Før rådhuset blev bygget i 1940'erne, lå der et kvarter med omkring 30 huse, hvoraf mange stammede fra 1700-tallet.

## Kendte bygninger og beboere
Den mest bemærkelsesværdige bygning i Smallegade er Møstings Hus ved den lille Andebakkedammen, der antages at være den tidligere landsbydam i middelalderens Solbjerg. Huset blev bygget i 1800 og tjente som sommerresidens for J.S. Møsting i 27 år. Det stod oprindeligt på den anden side af Smallegade men blev taget ned i 1959 og genopført på sin nuværende plads i 1976. Huset bruges nu til udstillinger.
Royal Copenhagens fabriksbygninger blev taget ud af brug i 2004. Området blev efterfølgende ombygget til blandet byggeri, kaldet Porcelænshaven, med mange af de oprindelige fabriksbygninger, herunder en skorsten der kan ses fra gaden.
Copenhagen Ceramics i nr. 46 er et udstillingssted til skiftende udstillinger af dansk keramik. Det blev åbnet af en gruppe kunstnere i 2012 og er placeret i en gård bag gaden.